# FC Cincinnati (USL)
El FC Cincinnati fue un equipo de fútbol de Estados Unidos que jugó en la USL Championship, la segunda división de fútbol en el país.

## Historia
Fue fundado el 12 de agosto de 2015 en la ciudad de Cincinnati, Ohio con la especulación de que estaba involucrado el Cincinnati Bengals de la NFL con el fin de que la ciudad contara con un equipo de fútbol, aunque ya existía el Cincinnati Kings.

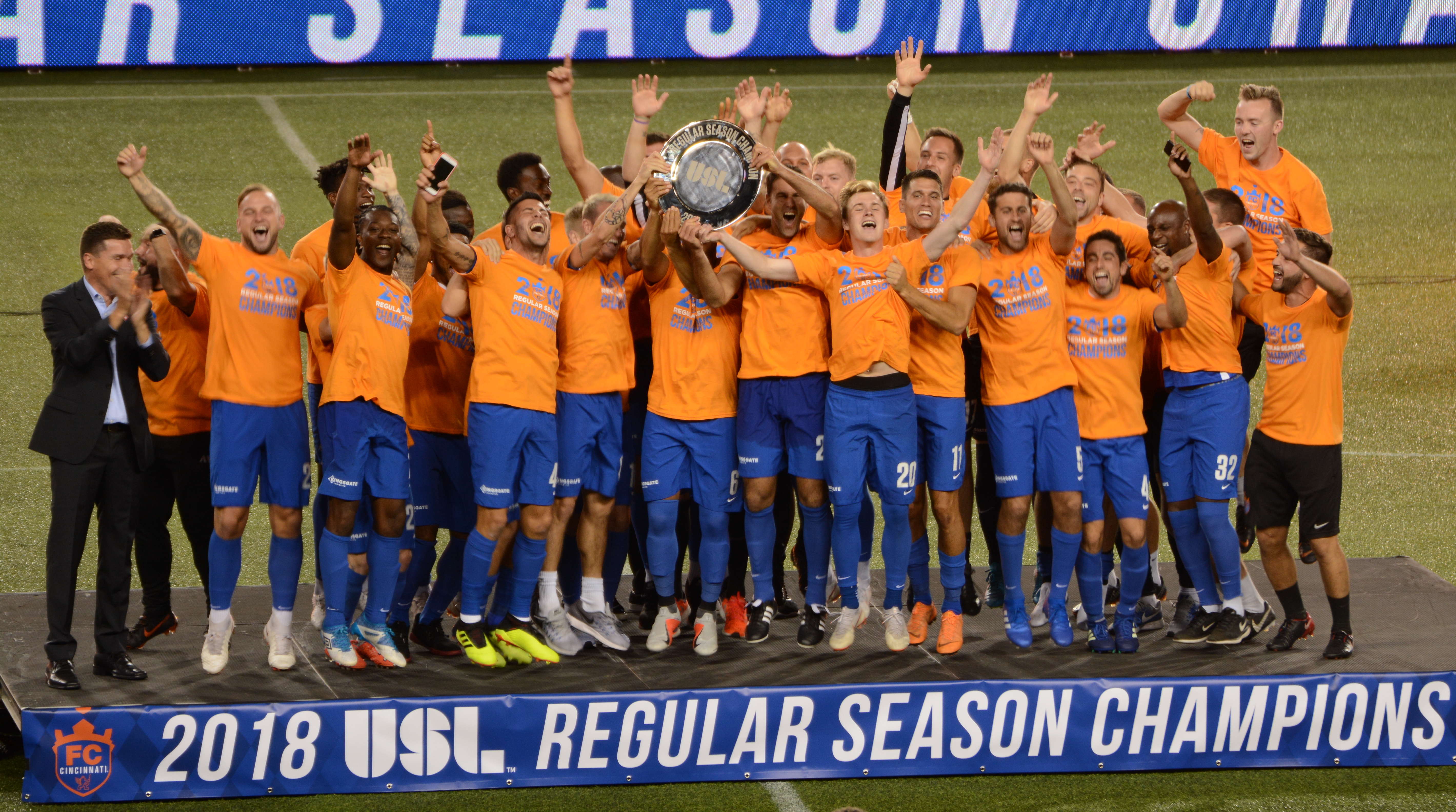
Jugadores celebran el título de temporada regular de 2018.

El primer entrenador del club fue el ex-seleccionado nacional John Harkes; y su sede sería el Nippert Stadium, sede también de los Cincinnati Bearcats de la NCAA.

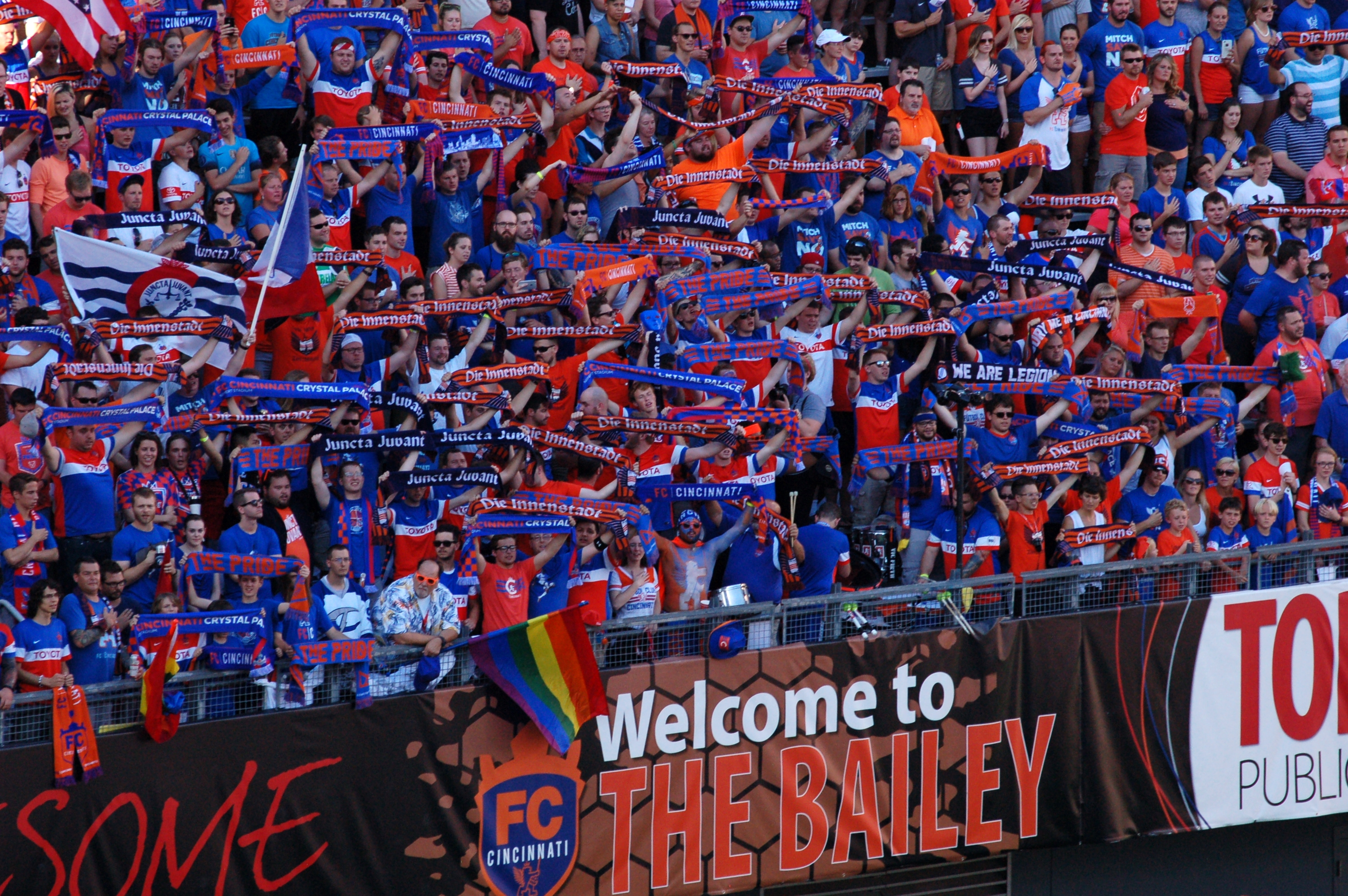
El sector donde se ubican los aficionados del FC Cincinnati se le conoce como "The Bailey".

El 2016 fue su temporada inaugural en la USL Championship, donde lograron implementar un récord de asistencia el 16 de abril de 2016 ante el Louisville City FC al que llegaron 20,497 espectadores, récord que sería roto el 14 de mayo cuando asistieron 23,375 ante el Pittsburgh Riverhounds. El 27 de setiembre romperían de nuevo la marca al llegar 24,376 ante el Orlando City B, récord que caería el 5 de agosto de 2017 ante el mismo rival con 25,308.
El 16 de junio de 2016 impondrían un récord de asistencia a un partido de fútbol en el estado de Ohio cuando 35,061 presenciaron en partido que jugaron ante el Crystal Palace FC de la FA Premier League de Inglaterra.

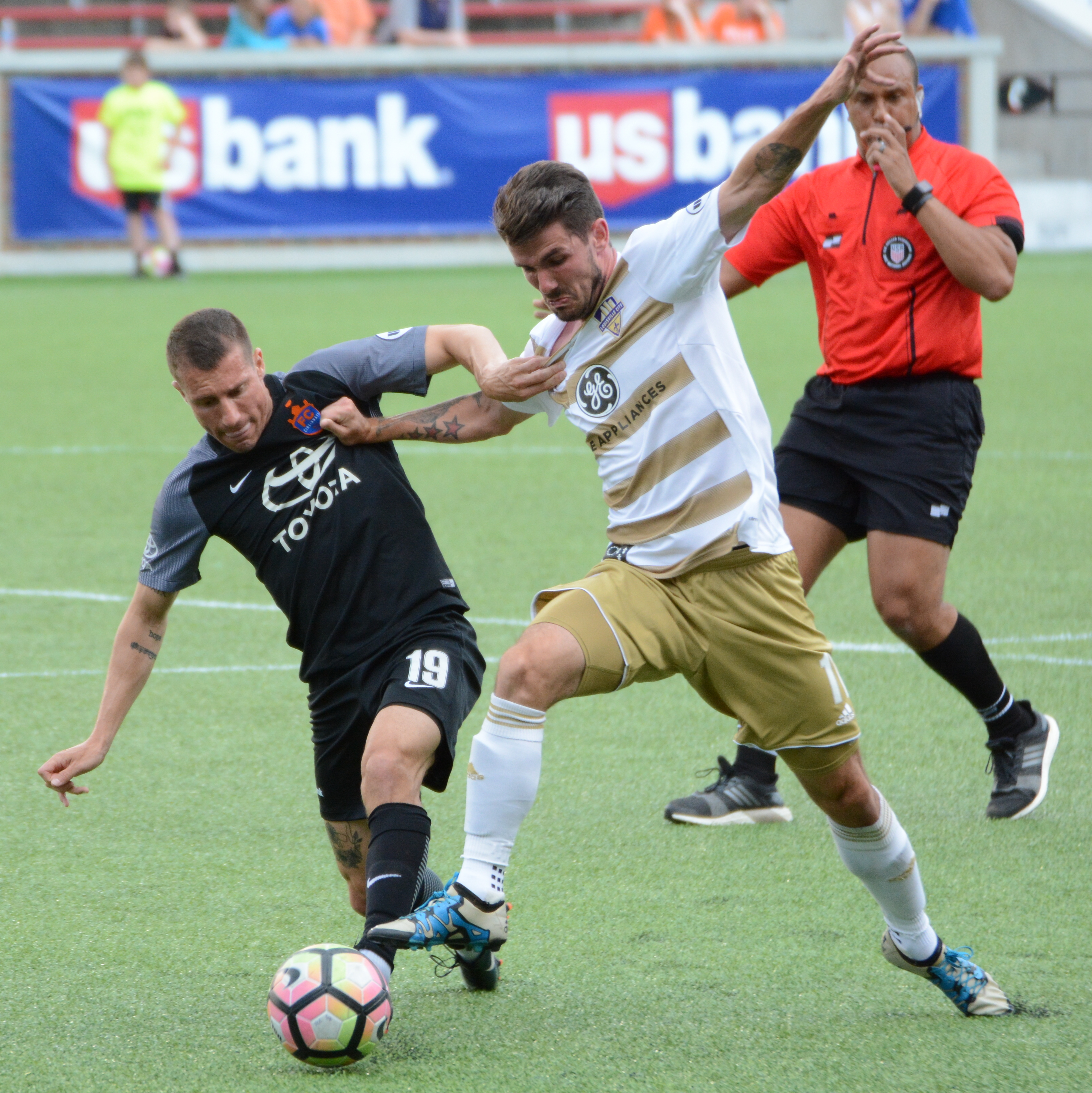
Corben Bone del Cincinnati ante Niall McCabe de Louisville por la 2017 U.S. Open Cup.

El 2 de octubre de 2016 jugaron su primer partido de playoff en casa ante el Charleston Battery que perdieron 1-2,imponiendo un récord de asistencia a un partido de playoff de 30,187 espectadores.
El 14 de julio de 2017 jugaron su primer partido ante un equipo de la MLS por la US Open Cup en el que vencieron al Columbus Crew 1-0 con gol de Baye Djiby Fall, aunque terminaron eliminados en la semifinal por el New York Red Bulls de la MLS 2-3 en tiempo extra cuando empezaron el partido con ventaja de 2-0.

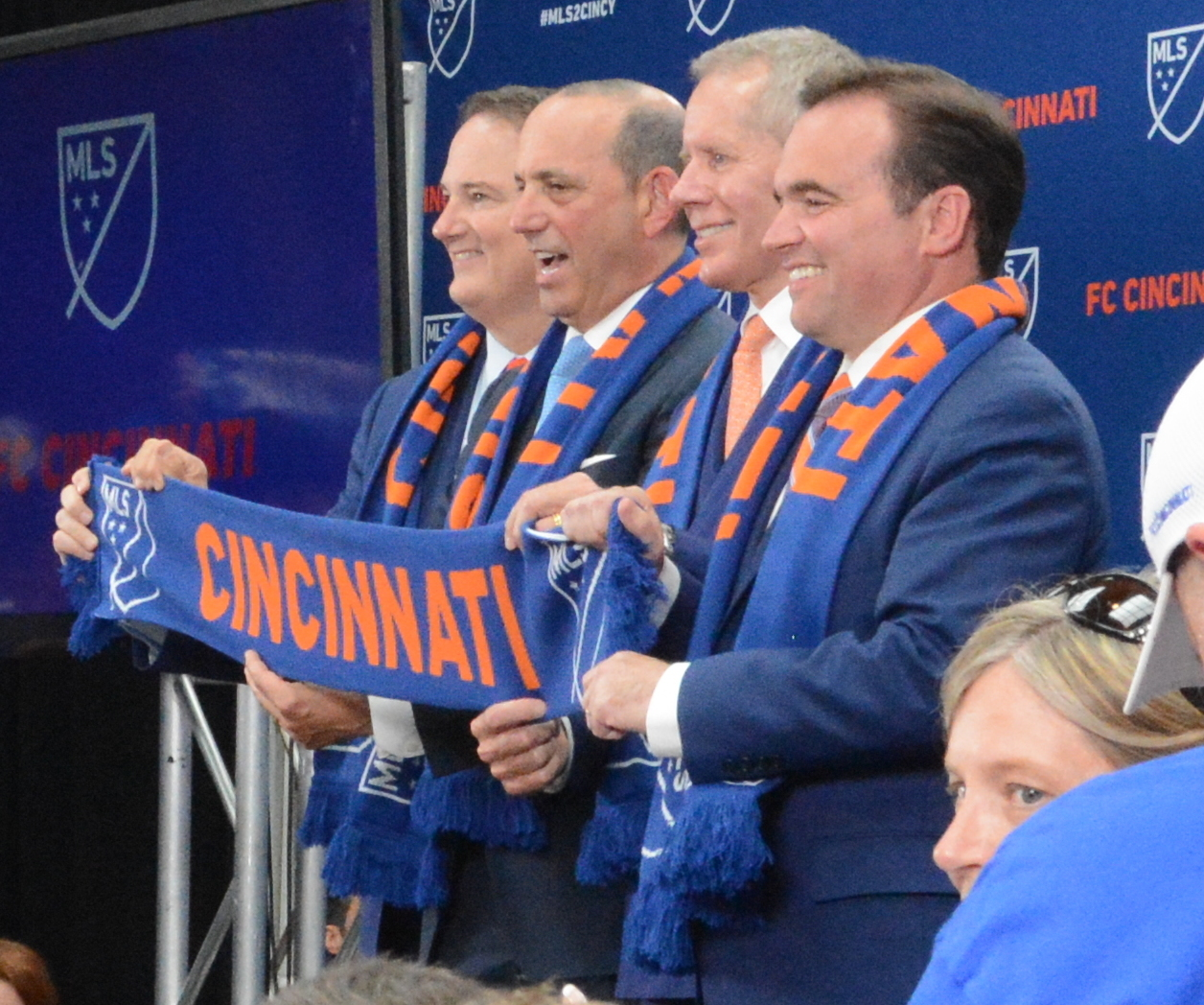
El Gerente General Jeff Berding, elComisionado de la MLS Don Garber, eldueño del club Carl Lindner III, y el alcalde de Cincinnati John Cranley hicieron el anuncio de la franquicia de la MLS en 2018.

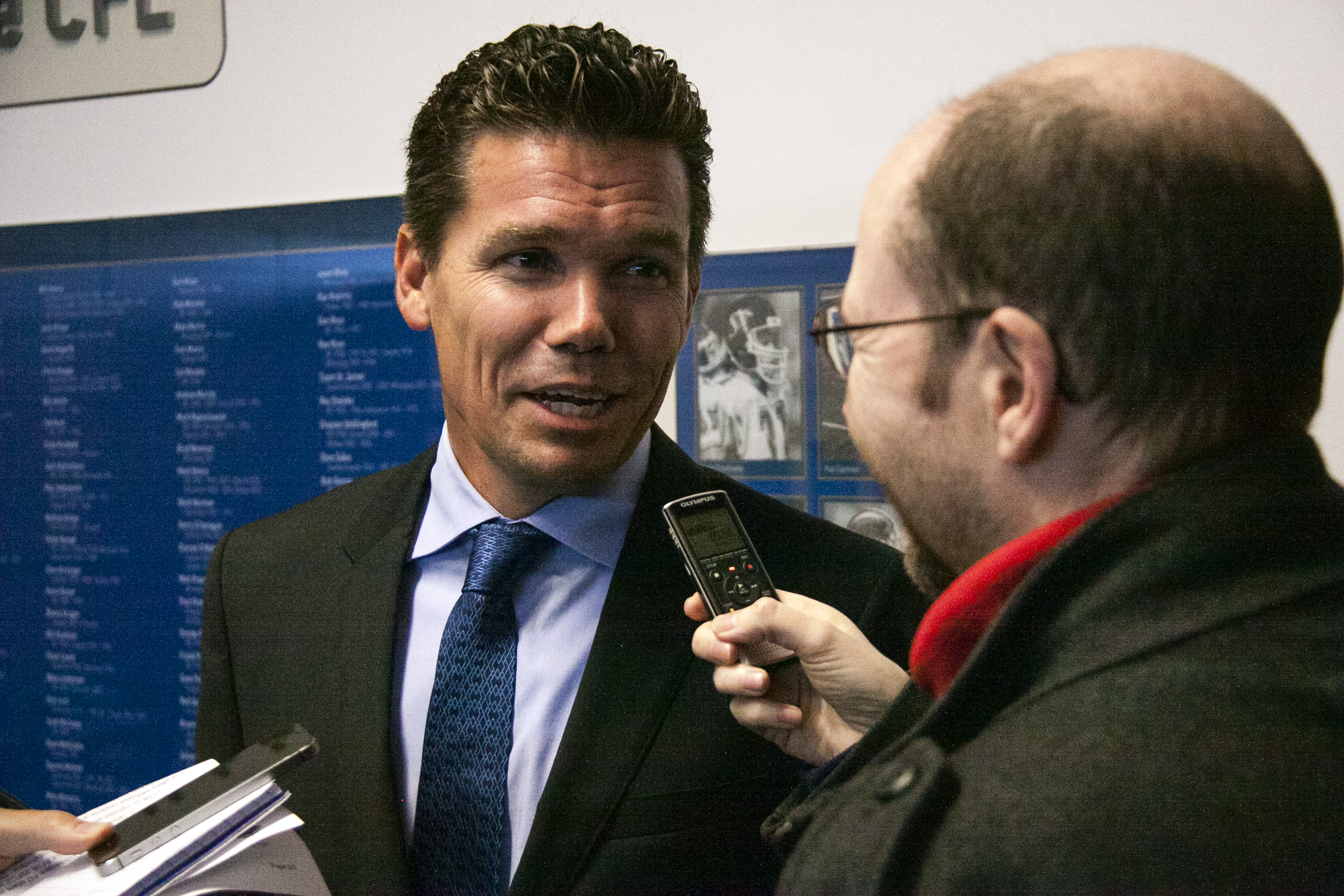
Alan Koch fue el último entrenador del club en la USL Championship.

Tras ganar el título de temporada regular de la USL Championship en 2018, se anunció que el FC Cincinnati sería uno de los equipos de expansión de la MLS para la temporada 2019; y que su estadio propio sería construido en 2021 en la localidad de West End, Cincinnati.

## Palmarés
- United Soccer League
  - Temporada Regular: 1

2018
- IMG Suncoast Pro Classic: 1

2016
- River Cities Cup: 1

2016
- Queen City Cup: 2

2016, 2017

## Temporadas
| Año  | Temporada Regular USL | Temporada Regular USL | Temporada Regular USL | Temporada Regular USL | Temporada Regular USL | Temporada Regular USL | Temporada Regular USL | Pos.     | Pos.    | Playoffs                   | U.S. Open Cup | Asistencia Promedio    |
| Año  | J                     | G                     | P                     | E                     | GF                    | GC                    | Pts                   | Conf.    | Overall | Playoffs                   | U.S. Open Cup | Asistencia Promedio    |
| ---- | --------------------- | --------------------- | --------------------- | --------------------- | --------------------- | --------------------- | --------------------- | -------- | ------- | -------------------------- | ------------- | ---------------------- |
| 2016 | 30                    | 16                    | 6                     | 8                     | 41                    | 27                    | 56                    | 3º, Este | 3º      | Primera Ronda              | Tercera Ronda | 17,296                 |
| 2017 | 32                    | 12                    | 10                    | 10                    | 46                    | 48                    | 46                    | 6º, Este | 12º     | Primera Ronda              | Semifinales   | 21,199                 |
| 2018 | 34                    | 23                    | 3                     | 8                     | 72                    | 34                    | 77                    | 1º, Este | 1º      | Semifinales de Conferencia | Cuarta Ronda  | 25,717 (Récord en USL) |

## Partidos internacionales
| 20 de febrero de 2016 | FC Cincinnati          | 2–2     | KR Reykjavík            | IMG Academy, Bradenton, Florida |  |
|                       | Spencer 76' · Bone 88' | Reporte | Pálmason 58' · Beck 71' |                                 |  |

| 27 de febrero de 2016 | FC Cincinnati                                | 4–0     | HB Køge | IMG Academy, Bradenton, Florida |  |
|                       | Wiedeman 58' 77' · McLaughlin 65' · Dell 90' | Reporte |         |                                 |  |

| 16 de julio de 2016 | FC Cincinnati | 0–2     | Crystal Palace FC   | Nippert Stadium, Cincinnati, Ohio         |                                           |
|                     |               | Reporte | Mutch 8' · Zaha 63' | Asistencia: 35,061 (agotado) espectadores | Asistencia: 35,061 (agotado) espectadores |

| 24 de julio de 2017 | FC Cincinnati | 0–2     | Valencia CF                            | Nippert Stadium, Cincinnati, Ohio |                                 |
|                     | de Wit 45'    | Reporte | Abdennour 48' · Nando 72' · Zaza 90+3' | Asistencia: 23,114 espectadores   | Asistencia: 23,114 espectadores |

| 28 de julio de 2018 | FC Cincinnati              | 2–3     | RCD Espanyol                             | Nippert Stadium, Cincinnati, Ohio |                                 |
|                     | Cicerone 5' · Lesdesma 76' | Reporte | Sánchez 30' · García 69' · Baptistao 79' | Asistencia: 16,185 espectadores   | Asistencia: 16,185 espectadores |

## Patrocinio
| Periodo   | Uniforme | Patrocinio | Ref.   |
| --------- | -------- | ---------- | ------ |
| 2015–2018 | Nike     | Toyota     | [ 21 ] |

## Entrenadores
| Periodo   | Nombre      | País           |
| --------- | ----------- | -------------- |
| 2016–2017 | John Harkes | Estados Unidos |
| 2017–2018 | Alan Koch   | Sudáfrica      |

## Logros Individuales
| Año  | Nombre             | País           | Posición      | Logro                                 |
| ---- | ------------------ | -------------- | ------------- | ------------------------------------- |
| 2016 | Sean Okoli         | Estados Unidos | Delantero     | MVP All-League First Team             |
| 2016 | Mitch Hildebrandt  | Estados Unidos | Portero       | Portero del año All-League First Team |
| 2016 | Harrison Delbridge | Australia      | Defensa       | All-League First Team                 |
| 2017 | Harrison Delbridge | Australia      | Defensa       | All-League First Team                 |
| 2018 | Emmanuel Ledesma   | Argentina      | Mediocampista | MVP All-League First Team             |
| 2018 | Forrest Lasso      | Estados Unidos | Defensa       | Defensa del año All-League First Team |
| 2018 | Corben Bone        | Estados Unidos | Mediocampista | All-League Second Team                |
| 2018 | Alan Koch          | Sudáfrica      | –             | Entrenador del Año                    |